# نهر أركنساس
نهر أركنساس (بالإنجليزية: Arkansas River)‏ هو رافد لنهر الميسيسيبي. يجري نهر أركنساس عادة إلى الشرق والجنوب الشرقي أثناء عبوره لولايات كولورادو، كانساس، أوكلاهوما، وأركنساس. يقع حوض منبع النهر بين الولايات الغربية في كولورادو وتحديداً من ذوبان الثلوج في سلسلة جبال الساواتش والموسكيتو (جبال الروكي)، ثم تجري شرقاً إلى وسط الغرب خلال كانساس ومن ثم جنوباً خلال أوكلاهوما وأركنساس.
يبلغ طول نهر أركنساس 2,364 كيلومترا ويعتبر سادس أطول نهر في الولايات المتحدة الأمريكية، ثاني أطول رافد لنهر الميسيسيبي، والخامس وأربعين أطول نهر في العالم.